# تریسور
تریسور
شهر تریسور (به انگلیسی: Thrissur) با جمعیت ۳۳۱٫۴۹۲ نفر در ایالت کرالا در کشور هند واقع شده‌است.